# Asturias (paquebot de 1907)
Pour les articles homonymes, voir Asturias.

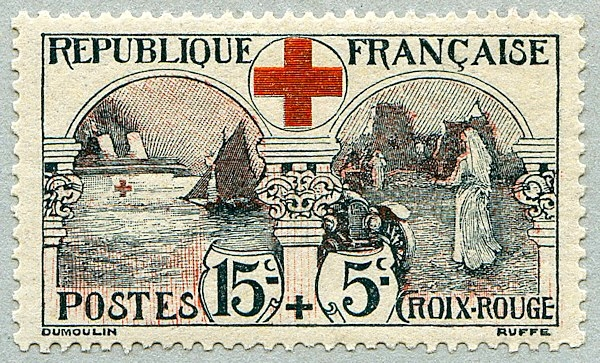
LAsturias sur un timbre français émis en 1918

L'Asturias (première du nom) était un paquebot de la Royal Mail Steam Packet Company, une compagnie britannique assurant la liaison maritime entre l'Angleterre et l'Amérique du Sud. Il assura entre 1907 et 1914 la liaison entre Southampton et la côte Est de l'Amérique du Sud avant d'être converti en navire-hôpital en 1914. Renommé Arcadian en 1922, il assura d'autres liaisons maritimes jusqu'en 1933.

## Construction
Le paquebot fut commandé par la Royal Mail Lines. Construit par les chantiers nord-irlandais Harland & Wolff de Belfast (comme le Titanic), il fut officiellement lancé le 26 septembre 1907 et fit son voyage inaugural le 24 janvier 1908 à destination de l'Australie via Suez.

## Ligne maritime
Il assura de 1907 à 1914 la liaison dans l'océan Atlantique Sud entre Southampton et l'Amérique du Sud, via Cherbourg (France), Vigo en Espagne, Lisbonne au Portugal, l'île de Madère, aux Açores, Las Palmas aux Canaries, Recife, Salvador de Bahia, Rio de Janeiro, Santos au Brésil, Montevideo en Uruguay et Buenos Aires en Argentine.

## Première Guerre mondiale
Durant la Première Guerre mondiale, l’Asturias fut, comme beaucoup de paquebots, réquisitionné par la Royal Navy comme navire-hôpital, dès le premier jour de guerre, le 1er août 1914. Il quitta Southampton le 5 et fit route vers la base navale britannique de Scapa Flow en Écosse. Dès le 23 août, il convoya 1 700 blessés à Southampton. Jusqu'en 1915, il rapatria les blessés britanniques de France du Havre en Angleterre avant d'être envoyé en Méditerranée pour la campagne franco-britannique des Dardanelles contre l'Empire ottoman. Il rapatria les blessés en provenance des Dardanelles, d'Égypte, de Salonique. Il était équipé pour convoyer 896 blessés mais, en raison d'un nombre très élevé de blessés, il put en transporter jusqu'à 2 400 en un voyage.
Il fut attaqué une première fois le 1er février 1915 au large du Havre mais la torpille du sous-marin allemand manqua son but. Deux ans plus tard, après avoir convoyé ses blessés à Avonmouth et faisant route vers Southampton, l’Asturias fut attaqué par surprise durant la nuit par le sous-marin allemand UC 66 sous le commandement de Herbert Pustkuchen (de) au large de Start Point. 31 marins périrent et 12 furent portés disparus. Le bateau s'échoua sur la plage de Bolt Head mais les dégâts étaient si importants qu'il fut déclaré totalement perdu. Pourtant, le gouvernement britannique l'acheta et le sauva. Après l'avoir remis à flot, il fut employé comme magasin de munition à Plymouth jusqu'à la fin de la guerre.

## Seconde carrière
Après le conflit, la Royal Mail racheta le navire et l'envoya en réparation à Belfast. En 1922, il put ainsi reprendre du service comme navire de croisière après avoir été rebaptisé Arcadian (deuxième du nom). Il desservit des liaisons maritimes à destination de la Scandinavie, des Caraïbes, de la mer Méditerranée et, à quelques reprises, sur la ligne entre New York et les Bermudes. La crise des années 1930 affectant l'économie mondiale et les voyages de luxe et de croisière, il cessa le service en 1930 et resta à quai 3 ans à Southampton avant d'être vendu à des chantiers navals japonais qui le dépecèrent en 1933.
La Royal Mail fit construire un deuxième navire du même nom en 1925, l'Asturias, ainsi que l'Alcantara, son jumeau, qui le remplacèrent sur la ligne à destination de l'Amérique du Sud.

### Sources
- (en) « Fiche de l’Asturias sur The Ship List »
- (en) « Cartes postales et photos de l’Asturias »
- (en) « Une du New York Times du 27 mars 1917 sur le torpillage de l’Asturias »
- (en) « Rôle de l’Asturias pendant la 1re guerre mondiale »